# Emin Boztepe
Pour les articles homonymes, voir Boztepe.
Emin Boztepe (17 juillet 1962 à Eskişehir) est un maître d'arts martiaux turc.
En 1966, il part vivre en Allemagne avec sa famille. Il commence à apprendre les arts martiaux à l'âge de 13 ans, à cause des insultes racistes qu'il subit. Après des années d'entrainement, il devient maître de wing chun (wing tsun). Il a formé son propre Systeme d'arts martiaux Emin Boztepe et entraine des unités militaires et policières aux États-Unis.

## Ecrits
Il coécrit avec l'un de ses disciples le philosophe Emmanuel Renault Philosophie des arts martiaux(Vrin, collection matière étrangère, 2017).